# Petr Čermák (veslař)
Petr Čermák (24. prosince 1942, Praha) je český veslař, reprezentant Československa, olympionik, který získal bronzovou medaili z Olympijských her. V Tokiu 1964 získal bronzovou medaili v osmiveslici. Byl i účastníkem následující olympiády, kde skončil na 5. místě.